# Jeonghui
Jeonghui, född 1418, död 1483, var en koreansk drottning och regent. Hon var gift med kung Sejo och regent för sin son kung Yejong 1468-1469 och (tillsammans med sin svärdotter Insu) för sin sonson kung Seongjong 1469-1477. 